# Старий Милятин
Старий Миля́тин — село в Україні, у Буській міській громаді Золочівського району Львівської області. До 2020 року Старий Милятин разом з селами Ріпнів, Новий Ріпнів та Новий Милятин підпорядковувалися Милятинській сільській раді. Нині ці села належать до Милятинського старостинського округу. Населення становить 707 осіб.

## Географія
Село Старий Милятин розташоване при трасі М06 Чоп — Стрий — Львів — Київ та за 44 км від обласного центру, 43 км від районного центру та 14 км від адміністративного центру міської громади. За 11 км знаходиться найближчий зупинний пункт Куткір.
На північному заході від Старого Милятина розташовано село Великосілки, на північному сході — село Ріпнів, на сході — село Кізлів, на півдні — село Кудирявці та Лісок, на заході — село Неслухів.

## Топоніми
Урбаноніми
Кількість елементів інфраструктури в селі — це 14 вулиць з 84 будинками.
Вулиці:
- Барвінкова (17 Вересня)
- Вигін
- Гребля
- Зелена
- Коцюбинського Михайла
- Лесі Українки
- Лиса Гора
- Молодіжна
- Незалежності (Кузнєцова Миколи)
- Нова
- Сонячна
- Франка Івана
- Хмельницького Богдана
- Шевченка Тараса

## Населення
На 1 січня 1939 року у Старому Милятині мешкало 1250 осіб, з них 970 українців-греко-католиків, 260 українців-римокатоликів, 15 поляків, 5 німців.
За даними всеукраїнського перепису населення 2001 року у селі мешкало 707 осіб.
Мова
Розподіл населення за рідною мовою за даними перепису 2001 року був наступним:
| українська | 707 | 100,00 |

## Історія
Першу письмову згадку виявлено в акті, датованим 23 лютого 1431 року, яким польський король Владислав II Ягайло подарував польському шляхтичу Янові «Ташці» з Конєцполя як нагороду за багаторічну службу  місто Бощ або Куликів, села Збоїща, Милятин та Межигори і одночасно як заставу за позичених 300 гривень.
У 1944–1959 роках Старий Милятин входив до складу Новомилятинського району. Після ліквідації Новомилятинського району у січні 1959 року Новий Ріпнів та ще декілька сіл ліквідованого району увійшло до складу Буського району.
12 червня 2020 року село увійшло до складу Буської міської громади. 
17 липня 2020 року, в результаті адміністративно-територіальної реформи та ліквідації Буського району, село увійшло до складу Золочівського району Львівської області.
Рішенням виконавчого комітету Буської міської ради та відповідно до Закону України «Про засудження комуністичного та націонал-соціалістичного (нацистського) тоталітарних режимів в Україні та заборону пропаганди їхньої символіки» в селі у 2022 році відбулося перейменування вул. 17 Вересня на Барвінкову та вул. Кузнєцова на Незалежності.
Нині у селі працює Народний дім, фельдшерсько-акушерський пункт.

## Пам'ятки, визначні місця

### Церква Стрітення Господнього
Церква збудована у 1903 році та освячена на честь Воздвиження Чесного Хреста. Парохом у 1930-х роках був о. Ісидор Зельський.
Від 1991 року у Старому Милятині діє релігійна громада Стрітення Господнього УГКЦ при однойменному храмі.

## Відомі люди
- Ян «Ташка» Конецпольський — польський шляхтич, королівський придворний, державний та військовий діяч Корони Польської[18]. Власник Милятина у XV столітті.
- Рубаха Богдан Васильович (14 жовтня 1982, Старий Милятин — 15 травня 2023, Часів Яр, Бахмутський район, Донецька область) — український військовик, молодший лейтенант Збройних сил України, командир стрілецької роти 420-го батальйону 68-ої окремої єгерської бригади імені Олекси Довбуша. учасник російсько-української війни[19]. 16 травня 2024 року нагороджений орденом «За мужність» (посмертно)[20].

## Інфраструктура
Починаючи від 1990-х років на території села швидкими темпами почав розвиватися бізнес. Сьогодні багато мешканців Старого Милятина займаються підприємницькою діяльністю в селі та поза його межами.
Найбільшою підприємницькою структурою у Старому Милятині є ФГ «Газда», що спеціалізується на вирощуванні зернових (пшениця, ячмінь, жито), технічних (цукрові буряки) та овочевих культур (морква, буряк столовий, капуста рання, картопля).